# Parafia Ewangelicko-Augsburska w Nidzicy
Parafia Ewangelicko-Augsburska w Nidzicy – parafia luterańska w Nidzicy, należąca do diecezji mazurskiej Kościoła Ewangelicko-Augsburskiego w RP. Została utworzona w XVI wieku. Mieści się przy ulicy Zamkowej. Posiada filiały w Gardynach, Jabłonce i Rogu.

## Historia

### Nidzica

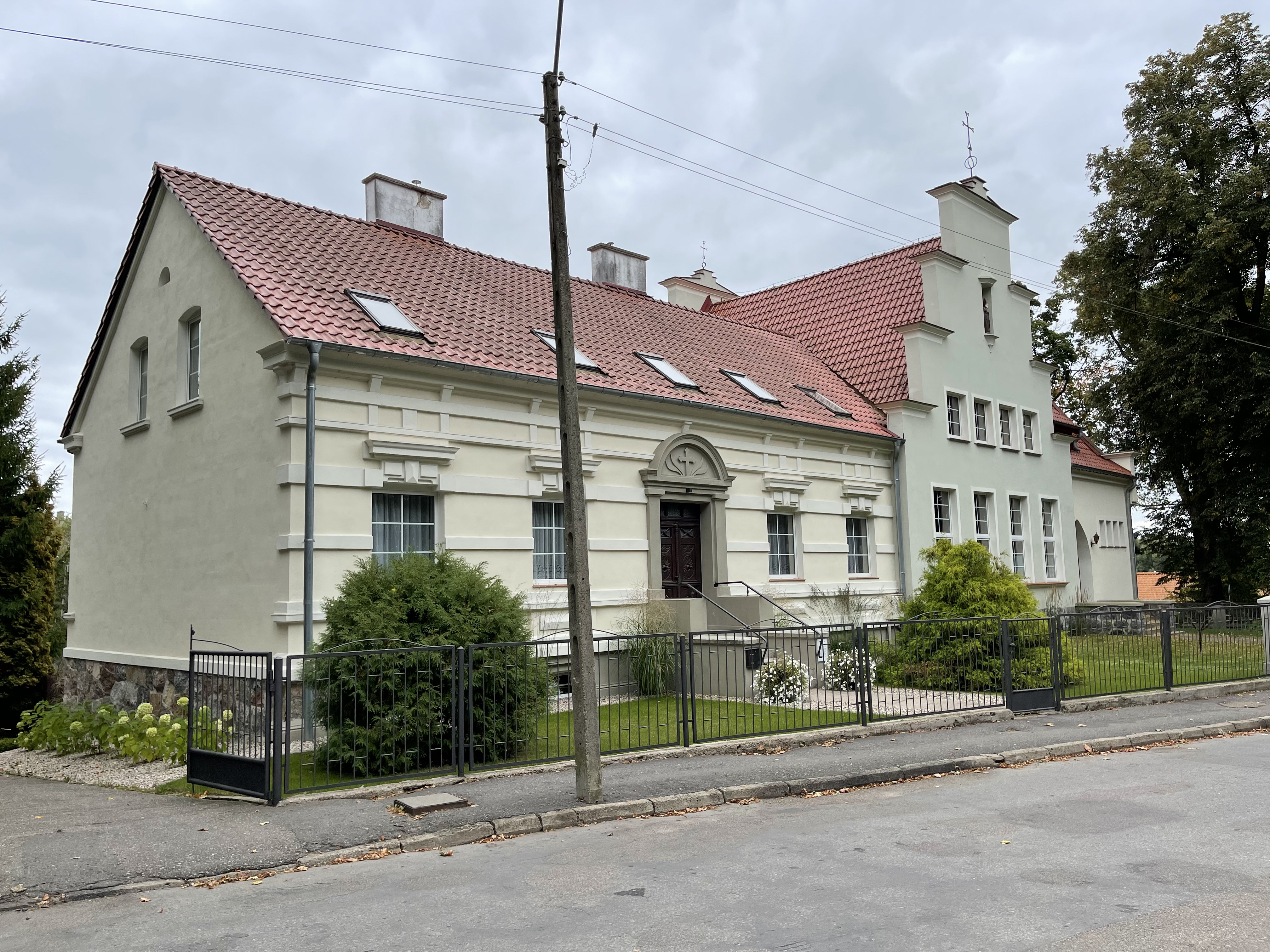
Stara i nowa plebania w Nidzicy

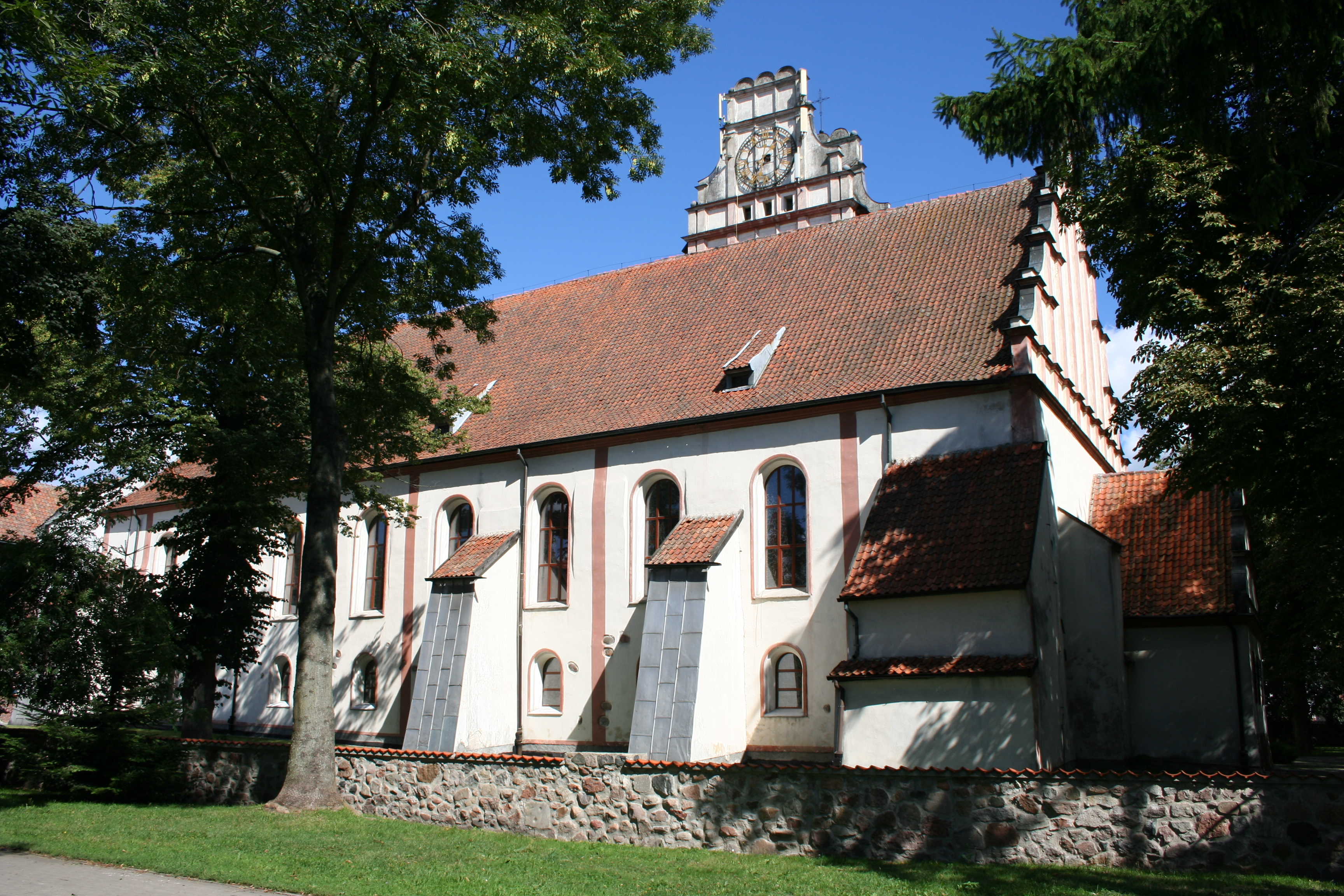
Dawny kościół ewangelicki w Nidzicy, obecnie rzymskokatolicki

Od czasu przyjęcia luteranizmu przez Prusy Książęce w 1525, ewangelicy stanowili większość mieszkańców Nidzicy oraz okolicznych terenów. Parafia dysponowała kościołem, o którym pierwsza wzmianka pochodziła już z 1373.
Parafia w strukturach Ewangelickiego Kościoła Unii Staropruskiej w latach 20. XX wieku liczyła około 8500 członków. W samej Nidzicy zamieszkiwało w tym czasie 6400 ewangelików (na 700 katolików). Oprócz kościoła, parafia ewangelicka posiadała również dom zborowy, a na terenie przez nią administrowanym działało 12 szkół. W parafii pracowali duchowni, tacy jak ks. Karl Paul Gettward (1918–1934), ks. Kurt Stern (1926-1945), ks. Hans Georg Borchert (1934–1942), ks. Alfred Donder (1943–1945).
Po zakończeniu II wojny światowej miejscowi ewangelicy zostali pozbawieni opieki duszpasterskiej. W 1946 objął ją ks. Ewald Ledwa-Lodwich z parafii w Działdowie, a po nim ks. senior Edmund Friszke i ks. Alfred Jagucki. Dotychczasowy kościół ewangelicki został odebrany wiernym siłą przez katolików w 1947, co odbyło się za przyzwoleniem nowych władz państwowych. Ewangelicy, nieposiadający od tego czasu własnego miejsca na prowadzenie nabożeństw, organizowali je w różnych lokalizacjach na terenie miasta, jak sala gimnastyczna, cmentarz, czy aula szkolna.
10 czerwca 1947 Ministerstwo Ziem Odzyskanych przekazało parafii ewangelickiej w tymczasowe użytkowanie przedwojenną katolicką świątynię parafialną, jednak do rozpoczęcia prowadzenia tam luterańskich nabożeństw nie doszło. W 1947 do seniora diecezji mazurskiej, ks. Edmunda Friszke wpłynęło pismo od Wojewody Olsztyńskiego w sprawie przydziału budynków sakralnych na terenie miasta. Na jego mocy, oddawano do dyspozycji kościoła rzymskokatolickiego kościół ewangelicki, ewangelicy otrzymywali kościół katolicki, a metodyści – siedzibę dawnego Grenzmuzeum.
Według pisma Naczelnika Wydziału Społeczno-Politycznego w Olsztynie z października 1947, w powiecie nidzickim zamieszkiwało 2911 ewangelików, 14 680 katolików i dwie osoby innych wyznań (z czego w samej Nidzicy 46 ewangelików, 3251 katolików i 1 żyd). W związku z tą statystyką Naczelnik zwrócił się z prośbą do Ministerstwa Ziem Odzyskanych o zmianę poprzedniej decyzji oraz zachowanie dla katolików obu miejskich kościołów i przekazanie ewangelikom budynku Grenzmuzeum, jako że w powiecie nie było metodystów. Natomiast 21 lutego 1948 Starostwo Powiatowe informowało Urząd Wojewódzki, że Grenzmuzeum stanowi siedzibę Stronnictwa Ludowego, w związku z czym uznawało za stosowniejsze przydzielenie kościołów zgodnie z wcześniejszym postanowieniem Ministerstwa, a wobec braku metodystów, pozostawienie Grenzmuzeum Stronnictwu Ludowemu. 10 marca 1948 wojewoda informował o chęci pozyskania przez kościół rzymskokatolicki również budynku Grenzmuzeum, mającego być dla niego zadośćuczynieniem za przyznanie ewangelikom przedwojennej świątyni katolickiej. Ostatecznie, wobec przeciągania się sprawy przydziału, 4 maja 1948 minister ziem odzyskanych poinformował wojewodę o decyzji, na mocy której kościół ewangelicki przyznał katolikom, kościół katolicki – ewangelikom, a Grenzmuzeum – Stronnictwu Ludowemu.
Na przełomie 1947 i 1948 parafia ewangelicka w Nidzicy skupiała około 900 wiernych.
4 sierpnia 1948 Kierownik Oddziału Nieruchomości wraz z rzymskokatolickim ks. Hardybałą oraz ewangelickim ks. Alfredem Jaguckim dokonali oględzin i pomiarów budynków obu kościołów. Katolikom pozostawiono cały kościół ewangelicki wraz z wyposażeniem, za zgodą obecnej strony ewangelickiej. Dodatkowo katolikom pozwolono zabrać z ich dotychczasowego kościoła ołtarze boczne, relikwie, stacje drogi krzyżowej, sygnaturkę, konfesjonał i katafalk. Luteranom pozostawiono tu trzy dzwony, ołtarz główny, ławki, ambonę, kropielnicę, krucyfiks i zniszczone organy. 
Parafia ewangelicka otrzymała nowy kościół w użytkowanie 10 sierpnia 1948. Pierwsze nabożeństwo odbyło się w nim 19 września tego samego roku. Ewangelicy nie mogli jednak wykorzystywać pomieszczeń dawnej katolickiej plebanii. W maju 1950 senior diecezji ks. Edmund Friszke informował, że miejscowy ewangelicki duszpasterz ks. Eugeniusz Jungto zajmował jedynie mały pokój na poddaszu tego budynku, gdyż pozostała część pozostawała zajęta przez emerytowanego katolickiego księdza Karnowskiego, niechcącego opuścić tej nieruchomości. Dodatkowo zajmujący plebanię duchowny katolicki sprowadził tam dwie dodatkowe lokatorki. Wobec spowodowanego tym faktem braku stosownego lokalu, nie było tu też kancelarii parafialnej. Pomieszczenia na parterze budynku zostały udostępnione ks. Jungto dopiero 10 listopada 1950.
Nidzicki proboszcz-administrator prowadził również posługi duszpasterskie w Działdowie, Gardynach, Koszelewach, Krokowie, Kozłowie, Lidzbarku, Łynie, Muszakach i Szczuplinach. Od czerwca 1953 dodatkowo administrował on parafiami w Mławie i Woli Mławskiej oraz filiałem w Ciechanowie. W 1954 ks. Jungto został przeniesiony do parafii w Tomaszowie Mazowieckim, w związku z czym administrację nad parafią w Nidzicy objął w czerwcu tego roku ks. Ryszard Małłek, w lipcu – ks. Paweł Kubiczek z parafii w Ostródzie, a od 1 października proboszczem-administratorem został ks. Jerzy Otello, który do maja 1955 administrował jeszcze dodatkowo parafiami w Biskupcu Reszelskim i Kobułtach wraz z ich filiami w Czerwonce, Raszągu i Reszlu. Na początku swojej pracy w Nidzicy nadal zamieszkiwał w Biskupcu, dojeżdżał stamtąd do nidzickiej parafii przez kilka pierwszych miesięcy.
Ksiądz Otello zajmował się też gromadzeniem materiałów archiwalnych na temat życia religijnego terenu Warmii i Mazur oraz brał udział w powstaniu archiwum diecezjalnego. Angażował się również w działalność społeczną. W 1957 został jednym z założycieli Tymczasowej Rady Działaczy Miejscowego Pochodzenia Powiatu Nidzickiego, która działała na rzecz przeciwstawiania się złemu traktowaniu ludności autochtonicznej. W czerwcu 1958 został jednym z sygnatariuszy pisma nidzickiego oddziału Warmińsko-Mazurskiego Towarzystwa Społeczno-Kulturalnego do rzymskokatolickiego biskupa Tomasza Wilczyńskiego, potępiającego jego wypowiedzi o ewangelickiej ludności mazurskiej jako czarnej plamie oraz głoszonej przez niego radości z faktu jej znikania i stawania się tych okolic bardziej białymi, katolickimi.
Administrator parafii ks. Otello we wrześniu 1959 prosił o odłączenie z obszaru przez niego obsługiwanego zborów Prabuty i Mikołajki Pomorskie, a później także parafii w Dąbrównie i Działdowie oraz zborów w Lidzbark i Burkacie. Wniosek argumentował znacznym oddaleniem tych jednostek od siedziby parafii i nieposiadaniem przez księdza samochodu. Brak odpowiedniego środka transportu czynił niemożliwym odwiedzanie przez niego w okresie zimowym również innych, nieodległych filiałów.
Od czerwca 1961 duchowny został dodatkowo administratorem parafii w Kurkach, a od maja 1964 do czerwca 1968 pełnił też funkcję diecezjalnego duszpasterza młodzieży. W 1971 pod jego administrację weszła na powrót parafia w Działdowie. Jako że od tego roku powstała możliwość wnioskowania o przydział na własność nieruchomości użytkowanych przez związki wyznaniowe, ks. Otello podał w piśmie z dnia 8 lipca 1971, że parafia wykorzystuje kościół św. Krzyża w Nidzicy, Kurkach, kaplicę w Gardynach oraz plebanię w Nidzicy, której część była zajęta przez Sąd Powiatowy na archiwum i pokój gościnny. Przyległy do niej budynek nowej plebanii był użytkowany na potrzeby sądu.
5 września 1976 dokonano wyboru ks. Otello na stanowisko proboszcza parafii, która liczyła wówczas około 400 wiernych. W marcu 1979 wystosował on prośbę do władz kościoła o przydzielenie mu do pomocy wikariusza. W latach 1982–1986 został tymczasowo zwolniony z administrowania parafią działdowską, jednak w 1986 zarząd nad tą jednostką powrócił do Nidzicy.
W 1985 ks. Jerzy Otello został wprowadzony przez ks. bp. Janusza Narzyńskiego na stanowisko konseniora diecezji mazurskiej.
W 1990 na mocy upoważnienia Konsystorza, proboszcz parafii rozpoczął na terenie diecezji mazurskiej działalność w celu rewindykacji mienia kościoła ewangelickiego. W marcu 1991 ks. Otello zwrócił się do konsystorza z prośbą o przedłużenie jego czasu urzędowania na stanowisku proboszcza parafii w Nidzicy, na co zgodę otrzymał. 21 marca 1992 miały miejsce obchody czterdziestolecia jego ordynacji, w których uczestniczył ks. bp Jan Szarek. 30 kwietnia 1992 proboszcz przeszedł w stan spoczynku, a administrację nad parafią w Nidzicy wraz z podległa jej parafią w Działdowie objął tymczasowo ks. Alfred Tschirschnitz z parafii Szczytnie, jednak opiekę duszpasterską nad miejscowymi wiernymi pełnił w dalszym ciągu ks. Otello. W związku z brakiem kandydatów na stanowisko proboszcza, na mocy decyzji Konsystorza administratorem parafii Nidzica i Działdowo został 1 września 1992 ks. Władysław Wantulok. W czerwcu 1995 na jego następcę został skierowany do Nidzicy ks. Roland Zagóra, wybrany na proboszcza 22 czerwca 1997.
Ksiądz Otello angażował się w pracę duszpasterską w parafii do swojej śmierci 16 października 1996.
12 stycznia 1996 parafia odzyskała prawo do budynku nowej plebanii, którą zajmował dotychczas Sąd Powiatowy, co było możliwe dzięki ugodzie z 28 października 1995.

### Filiały

#### Gardyny

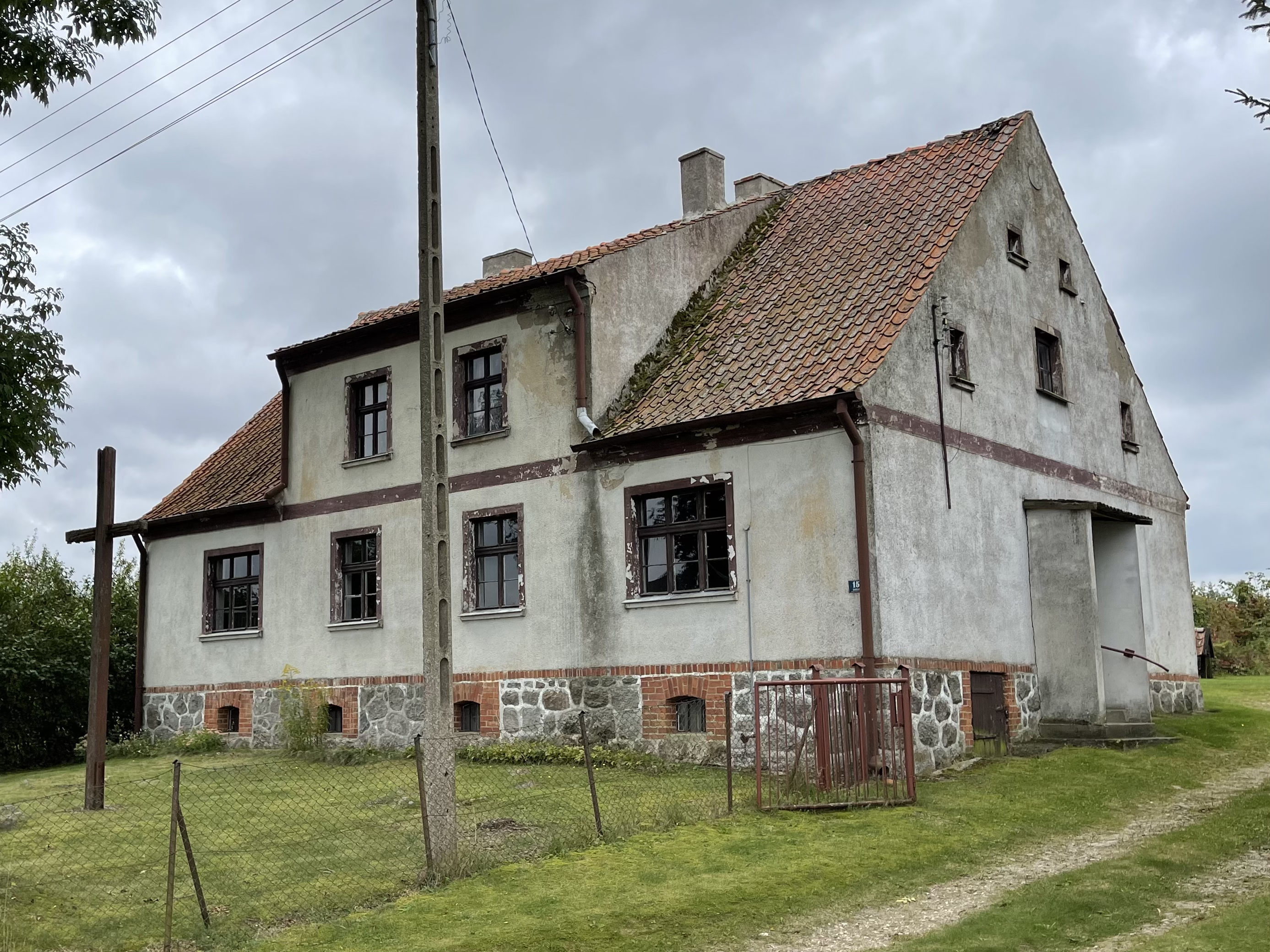
Kaplica ewangelicka w Gardynach

Pierwszy kościół ewangelicki w Gardynach został wybudowany w 1596. W 1743 z inicjatywy hrabiego von Finckensteina powstała nowa świątynia, wzniesiona na fundamentach poprzedniej. 
Według stanu z lat 20. XX wieku parafia w Gardynach liczyła około 1000 wiernych i na jej obszarze prowadzone były trzy szkoły.
W 1945 kościół i plebania uległy zniszczeniu na skutek pożaru. Wierni po wojnie pozostawali pozbawieni duchownego do 1948, kiedy zostali objęci opieką duszpasterską przez ks. Eugeniusza Jungto, administratora parafii w Nidzicy. W 1949 otrzymano zezwolenie od Starostwa Powiatowego na prowadzenie nabożeństw na terenie wsi w budynku prywatnym, w związku z czym od grudnia 1949 rozpoczęto ich organizowanie raz w miesiącu w domu jednej z mieszkanek miejscowości. W 1951 było tu 320 wiernych.
Dotychczasowe zniszczone budynki parafialne zostały przekazane na rzecz administrującej miejscową wspólnotą ewangelicką parafii nidzickiej w 1952. Kościół był uszkodzony w 75%, plebania w 70%, a jedynie obora i stodoła były w stanie dobrym. Parafia nie mogła sobie jednak pozwolić na odbudowę tych nieruchomości. W 1955 do prac przy pozostałościach budynków przystąpił miejscowy PGR.
W 1955 wystąpiono do władz państwowych z wnioskiem o oficjalną reaktywację tutejszego zboru ewangelickiego. Rok później dom, w którym prowadzono nabożeństwa, został rozbudowany i urządzono tu kaplicę na 100 miejsc. Związane to było z zaniechaniem planów odbudowy plebanii.
W 1962 członkami Kościoła Ewangelicko-Augsburskiego i zboru w Gardynach stało się 105 mieszkańców Łogdowa i Osiekowa, którzy przeszli do niego z Kościoła Metodystycznego.
Zbór ewangelicki w Gardynach został w 1968 przemianowany na stację kaznodziejską, pozostającą w strukturach parafii w Nidzicy. W 2019 liczył około 60 wiernych.
Dawny kościół ewangelicki został odbudowany przez katolików na potrzeby tego wyznania i wszedł w skład parafii rzymskokatolickiej w Turowie.

#### Jabłonka

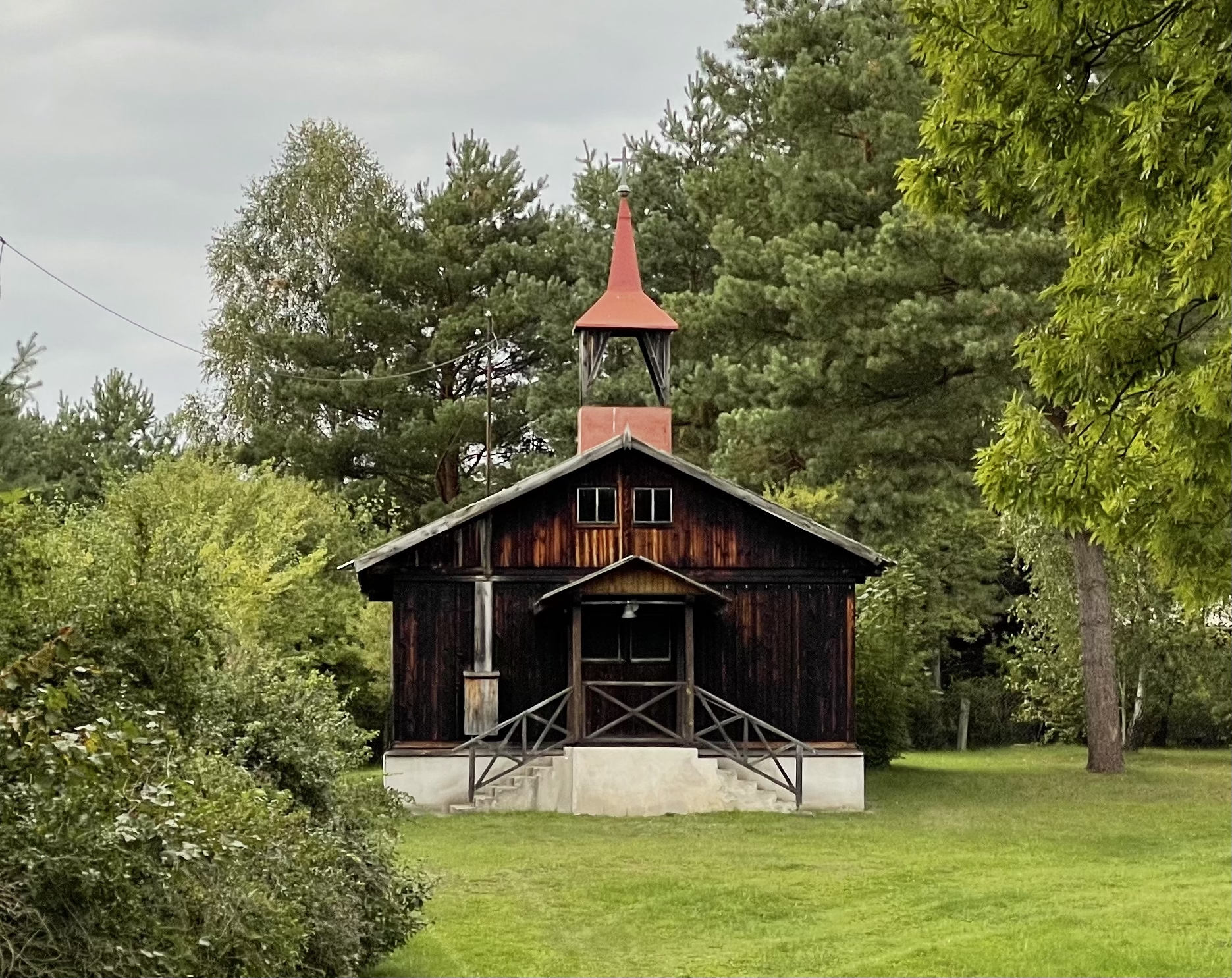
Kościół ewangelicki w Jabłonce

Jabłonka posiadała przed II wojną światową filialną kaplicę, podległa parafii ewangelickiej w Łynie. Po zakończeniu wojny, wobec braku miejsca do prowadzenia nabożeństw, ewangeliccy mieszkańcy wsi brali udział w posługach organizowanych tu przez Kościół Metodystyczny – do Jabłonki dojeżdżał na nabożeństwa domowe metodystyczny ks. Eliasz Babieczko z parafii tego kościoła w Kurkach. Według pisma kierownika Samodzielnego Referatu do Spraw Wyznań w Olsztynie, miejscowości nie zamieszkiwali wyznawcy metodyzmu, lecz wyłącznie luteranie, a duchowny ten obsługiwał Jabłonkę z własnej inicjatywy, chcąc pozyskać dla Kościoła Metodystycznego mieszkających tam wiernych wyznania ewangelicko-augsburskiego. Kierownik instruował Referat do Spraw Wyznań w Nidzicy, aby nie wydawano zgody na organizację przez ks. Babieczko nabożeństw w mieszkaniach prywatnych, jak również nie przystawano na próby pozyskania osobnego lokalu na ten cel.
W 1956 rozpoczęto tu prowadzenie nabożeństw ewangelickich, tworząc filiał podległy parafii w Nidzicy. W 1960 do filiału Jabłonka należało 235 wiernych, a jego duszpasterzem pozostawał ks. Jerzy Otello. Od 1956 do grudnia 1961 na potrzeby zboru dzierżawione było pomieszczenie w Nataci Wielkiej, jednak z uwagi na jego niewielki rozmiar nabożeństwa przeniesiono do większego lokalu na terenie Jabłonki. W 1962 ks. Otello odnotował przejście do zboru ewangelickiego w Jabłonce stu dotychczasowych członków Kościoła Metodystycznego.
Własną świątynię wierni otrzymali w 1971. Został nią drewniany kościół przeniesiony tu z inicjatywy ks. Otello z Olszewa, wobec likwidacji działającej tam do 1969 stacji kaznodziejskiej Olszewo-Szymonka. Budynek został przywieziony do Jabłonki przez miejscowych wiernych i księdza, a także przez nich zmontowany. W 1992 filiał w Jabłonce liczył 50 wiernych.

#### Róg

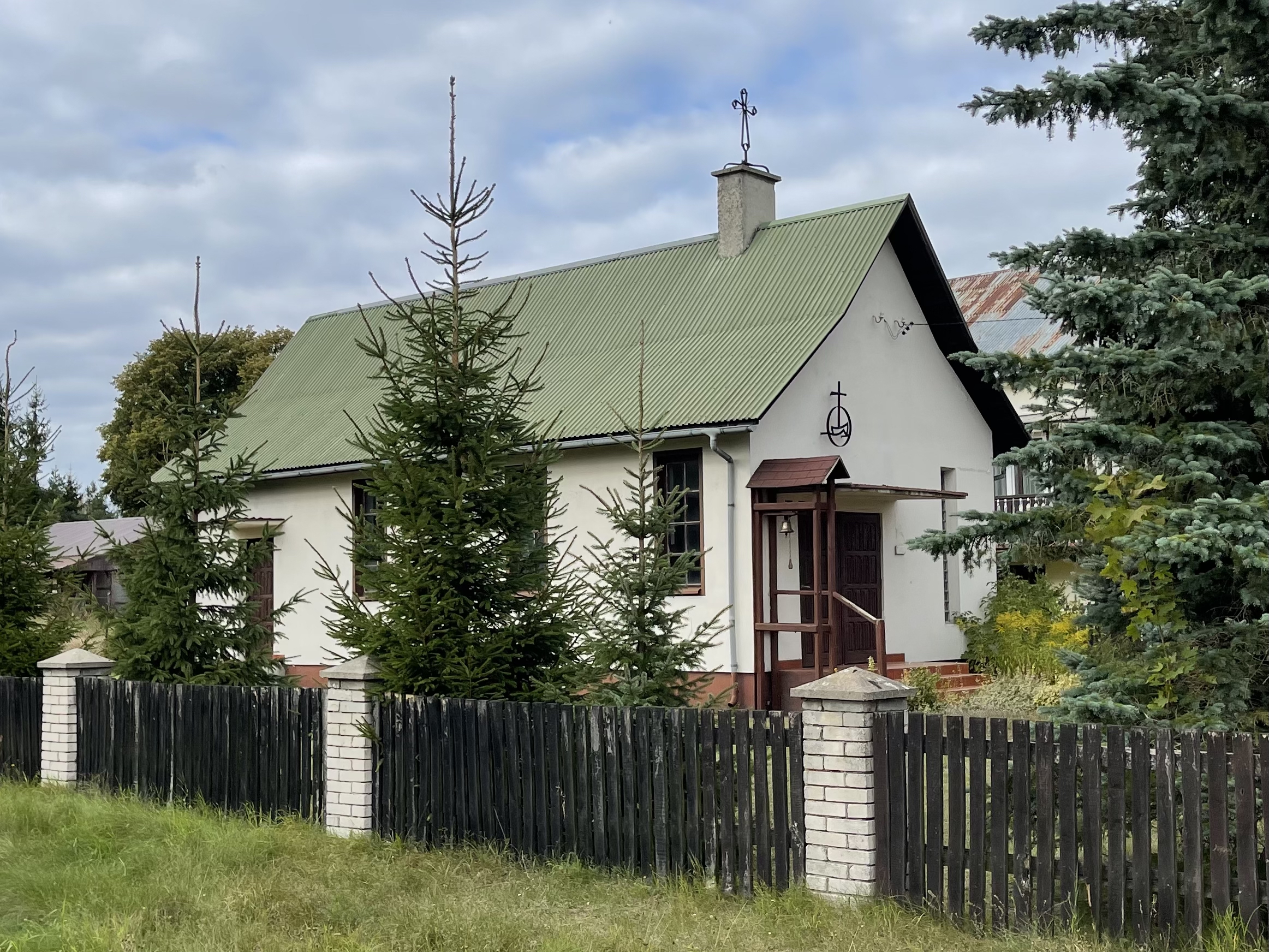
Kościół ewangelicki Łaski Bożej w Rogu

Wieś Róg wchodziła w skład filiału Puchałowo, gdzie znajdował się wybudowany po I wojnie światowej kościół Notkirche, podległy parafii ewangelickiej w Muszakach. Od 1931 filiał pozyskał zamieszkałego tam własnego duchownego. Ostatnie, prowadzone w pośpiechu nabożeństwo w Puchałowie miało miejsce w styczniu 1945. 18 stycznia tego roku kościół wraz z całą wsią został spalony, w związku z czym wierni uczęszczali do pozostałych okolicznych kościołów. Konfirmacje mieszkańców Rogu w 1950 i 1951 miały miejsce w Nowym Dworze. Następnie wieś została włączona do parafii w Nidzicy, jednak z racji bliższego położenia, miejscowi wierni uczęszczali do kościoła w kościoła w Wielbarku. W związku z tym w marcu 1959 w piśmie do seniora ks. Alfreda Jaguckiego zwrócili się oni z prośbą o włącznie wioski do wielbarskiej parafii. W 1954 opiekę duszpasterską na terenie wsi zaczął pełnić student teologii Henryk Ćmok, a po ordynacji już jako wikariusz i od 1957 proboszcz-administrator parafii w Wielbarku.
Róg stanowił stację kaznodziejską parafii Wielbark. W 1960 jej administrator donosił o istnieniu tu kaplicy o powierzchni 16 m², która mieściła się w domu jednego z członków rady parafialnej. Nabożeństwa domowe rozpoczęto prowadzić w 1967 w domu rodziny Niewisk. 
W 1970 Wielbark wraz z filiami stał się częścią parafii w Szczytnie, która w końcu tego roku wystąpiła z wnioskiem o likwidację stacji kaznodziejskiej w Rogu, którą tłumaczono niewielką liczbą wiernych i uczęszczaniem ich na nabożeństwa do Wielbarka. Wniosek został pozytywnie zaopiniowany również przez Radę Diecezjalną, a następnie rozpatrzony i zatwierdzony przez Wydział do Spraw Wyznań przy Prezydium Wojewódzkiej Rady Narodowej w Olsztynie. 8 lutego 1971 Konsystorz podjął uchwałę o zamknięciu stacji, co uczyniono dzięki potwierdzeniu jej przez Prezydium 3 marca tego roku. Odpisy decyzji przesłano do Rady Diecezji i Parafii w Szczytnie.
W 1972 ks. Jerzy Otello, proboszcz parafii w Nidzicy, w liście do Konsystorza informował, że parafia nidzicka nie wie nic o likwidacji stacji kaznodziejskiej w Rogu, która jest obsługiwana przez nią z racji położenia na terenie powiatu nidzickiego. W Rogu odbywały się co cztery tygodnie nabożeństwa, działał też tu punkt katechetyczny, obejmujący również dzieci zamieszkałe w Jagarzewie i naukę w nim pobierało 24 uczniów. Duszpasterz zwracał uwagę, że w związku z oficjalną likwidacją tej stacji jako wchodzącej prawnie w skład parafii w Szczytnie, dla porządku prawnego należy ją reaktywować jako część parafii w Nidzicy. W odpowiedzi na pismo, Konsystorz zaznaczył, że parafia w Nidzicy nie zgłaszała jej zmian terytorialnych i nie wnioskowała oficjalnie przyłączenia do niej stacji kaznodziejskiej w Rogu, w związku z czym została pominięta w procesie dotyczącym likwidacji stacji. Polecono jej wnioskowanie do Rady Diecezji o reaktywację tej jednostki, a oficjalne uruchomienie stacji kaznodziejskiej w Rogu jako części parafii w Nidzicy uzależniono od spełnienia przez nią wszystkich niezbędnych formalności.
Jeszcze w 1972 parafia wystosowała wniosek o oficjalne odnowienie działalności stacji kaznodziejskiej Róg w strukturach parafii nidzickiej. W tym czasie wieś tę zamieszkiwało 48 wiernych, a na nabożeństwa przybywali również ewangelicy z innych miejscowości w okolicy. Zaznaczono, że istniejąca tu stacja kaznodziejska została założona przez parafię w Nidzicy w latach 50. XX wieku, a następnie przeszła ona do parafii w Wielbarku. Zgodę otrzymano. Od 1972 prowadzenie nabożeństw w Rogu przeniesiono do domu rodziny Filip, a w 1986 – rodziny Pańkowskich.
Dzięki podarowaniu przez Pańkowskich na rzecz parafii odpowiedniej działki, na terenie wsi został wzniesiony ewangelicki kościół, który otrzymał imię Łaski Bożej i został poświęcony 8 października 1989 przez ks. bp. Janusza Narzyńskiego. W uroczystości wzięli udział także między innymi ks. senior Paweł Kubiczek, ks. Witold Twardzik, ks. Waldemar Kurzawa i katechetka Halina Płoszek. Zbór liczył wówczas około 50 wiernych. Filiał posiada również własny cmentarz.

## Współczesność
Proboszczem parafii pozostaje ks. Roland Zagóra. Nabożeństwa w kościele ewangelickim św. Krzyża w Nidzicy odbywają się w każdą niedzielę o godzinie 10:30. Ponadto nabożeństwa prowadzone są w filiałach:
- Gardyny – w drugą i czwartą niedzielę miesiąca o godzinie 8:45 w kaplicy w budynku nr 15
- Jabłonka – w pierwszą i trzecią niedzielę miesiąca o godzinie 9:00 w kościele ewangelickim (budynek nr 23)
- Róg – w drugą i czwartą niedzielę miesiąca o godzinie 14:00 w kościele Łaski Bożej (budynek nr 6)

Poza nabożeństwami niedzielnymi i świątecznymi organizowane są również nabożeństwa tygodniowe w okresie adwentu i pasyjnym. W Nidzicy mają też miejsce godziny biblijne oraz spotkania dla osób zainteresowanych kościołem ewangelickim.